# Маляренко Кузьма Омелянович
Кузьма Омелянович Маляренко (1869, Сміла, Черкаський повіт, Київська губернія — ?) — український державний діяч, депутат Державної думи II скликання від Київської губернії. 

## Життєпис
Походив із містечка Сміла Черкаського повіту Київської губернії. Навчався вдома, отримавши тільки початкову освіту. За фахом коваль. Під час військової служби отримав чин фельдфебеля. Займався землеробством на половині десятини землі, отриманої за рішенням сільської громади. Входив до Російської соціал-демократичної робітничої партії. 
6 лютого 1907 року обраний до Державної думи II скликання від загального складу виборців Київських губернських виборчих зборів. Увійшов до складу Трудової групи і фракції Селянської спілки. Член думської аграрної комісії. Виступи в Думі невідомі. 
Подальша доля і дата смерті невідомі. 

### Рекомендовані джерела
- Российский государственный исторический архив. Фонд 1278. Опись 1 (2-й созыв). Дело 263; Дело 603. Лист 17.